# 横浜ホテル (横浜居留地)
横浜ホテル（Yokohama Hotel）は、1860年（万延元年）に横浜外国人居留地に開業した日本で最初のホテル（異説あり、後述)。 1866年まで存続した。現在横浜ホテル跡地には、横浜の洋菓子、レーズンサンドで有名な横浜かをり本社ビルが建つ。敷地内には、『横浜ホテル八発祥の地』モニュメントが設置されている。

## 概要
1858年（安政5年）の日米修好通商条約によって、1859年に横浜に外国人居留地が設けられたが、出来たばかりの外国人居留地には宿泊施設がなかった。そのため、1860年（万延元年）2月にオランダ人の元船長フフナーゲル(Huffnagel）が、横浜外国人居留地内に横浜ホテルを開業した。この横浜ホテルは日本で最初のホテルとされている。
フフナーゲルは上海の英字紙「North China Herald」1860年3月10号に横浜ホテルの開業広告を出し「公衆の長い間の渇望に応えた」と述べている。
横浜ホテルは和風・洋風混合の様式で、建物はコの字型の和風外観の平屋建て。片側に食堂、ビリヤード室、バーがあり、反対側が居間と寝室、離れに厩舎もあった。
横浜ホテルは史料によっては「Hotel Hufnagel」とも書かれ、晩年のシーボルトや画家ヴィルヘルム・ハイネなども宿泊したとされている。1860年に日本を訪れたグスタフ・シュピース (Gustav Spiess) は『シュピースのプロシャ日本遠征記』のなかで横浜ホテルについて、建物自体は日本家屋だが、風通しの良い食堂と、撞球室、バーなどが備わり、部屋にはテーブル、イス2脚が備わっていたと書いている。しかし、ベッドは「一種の寝台」とし、窓やストーブもなかったともしている。1860年当時の横浜ホテルは、横浜外国人居留地で唯一の撞球（ビリヤード）が出来る場所として人気があったともいう。
シーボルトの紀行文の一節にはフフナーゲルの横浜ホテルに泊まったことと、料金が1泊2ドル、1ヶ月連泊で50ドルだったことの記載がある。
横浜外国人居留地ではオランダ人フフナーゲルの横浜ホテルに続き、イギリス人の経営する「横浜クラブ」、「アングロ・サクソン・ホテル」、「ロイヤル・ブリティッシュ・ホテル」、フランス人経営の「ホテル・デ・コロニー」(Hôtel des Colonies）などが開業していく。
これらの日本の最初期の横浜居留地内ホテルの多くは、船乗り出身者が経営していたといわれる。長距離航行する船乗りは船室の整備や食事の用意、設備の維持などホテルに必要な業務の多くを船乗り業務で心得ていたからではないかといわれている。
しかし、1866年（慶応2年）に横浜居留地で大火事「豚屋火事」がおこり、ホテルの多くは焼けてしまった。フフナーゲルの横浜ホテルも焼け、日本最初のホテルの歴史はそこで終わる。以後、横浜居留地では日本家屋の町並みが西洋風へと改められていった。

## 異説
文献によっては（特に古い文献では）、フフナーゲル経営の横浜ホテル（1860年開業）以外のものを「日本最初のホテル」としているものがあるので紹介する。

### 長崎屋
江戸日本橋本石町にあったという長崎屋源右衛門宅は、元禄年間（1688年 - 1703年）にはすでに存在していた。当時、日本は鎖国をしていて長崎出島にのみ外国人は立ち入れたが、例外的に出島のオランダ商館長は定期的に江戸に参上していた。将軍に謁見するためである。そのオランダ商館長は江戸では長崎屋に泊まるのが習わしだった。長崎屋ではオランダ商館長用の部屋を設け、そこでは敷物が敷かれイスとテーブルも用意されていたという。長崎屋は大名が旅の途中で泊まる本陣と同じ表構えであった。同様な施設は京都・海老屋、大阪長崎屋もあったという。それらもオランダ商館長一行の往復時に使われたという。
1946年に運輸省が発行した『日本ホテル略史』では日本ホテル史の最初にこれら3軒を記載している。しかし、これらは本来的な意味でのホテルではなく、江戸幕府がオランダ商館長の宿泊施設として幕府御用達商人宅に一行専用の部屋を用意させたものである。したがってこれを日本最初のホテルとする資料は『日本ホテル略史』以外には多くはない。

### 横浜クラブ（クラブホテル）
(この節にはかつては正しいとされていたが2014年現在では否定されている記述も一部含まれる。)
横浜市役所が1932年（昭和7年）に発行した『横浜市史稿　風俗編』（1985年復刻刊行）では、横浜外国人居留地でイギリス人シメッツ（スミス？）が1863年（文久3年）海岸五番にあった自宅を同国人の社交クラブ（横浜クラブあるいは五番クラブ）として開放し、また訪れたイギリス人を宿泊させたという。『横浜市史稿』風俗編ではこれを日本最初のホテルとしている。この横浜クラブは1866年（慶応2年）の大火事でも焼失を免れる。その後経営者が変遷していく中で、1867年（明治2年）には純然たるホテル形態に改めて「クラブ・ホテル」とした。クラブ・ホテルは変遷を経ながら1930年（昭和5年）まで続くとされている。
『横浜市史稿　風俗編』ではフフナーゲルのホテルについて触れてないが、横浜クラブ開設の3年前にあたる1860年にはすでにフフナーゲルの横浜ホテルが開業していることが、より新しい資料で述べられている。横浜市中区役所のホームページ（2014年現在）ではクラブ・ホテルの前身がシメッツの創業したクラブであることを否定し、シメッツの創業したクラブが日本最初のホテルであることも明確に否定している

### 築地ホテル館
『日本のホテル産業史』を書いた木村吾郎は、日本のホテルの歴史は1868年（慶応4年）の東京築地ホテル館に始まるとしている。
フフナーゲルの横浜ホテルが日本建築に手を入れた小さな民宿的施設だったのに比べ、築地ホテル館は本格的なホテルである。築地ホテル館は本来的な意味での日本のホテルの嚆矢であると言える。